# Artacamella torulosa
Artacamella torulosa är en ringmaskart som beskrevs av Anne D. Hutchings och Peart 2000. Artacamella torulosa ingår i släktet Artacamella och familjen Trichobranchidae. Inga underarter finns listade i Catalogue of Life.